# Polskie Elektrownie Jądrowe
Polskie Elektrownie Jądrowe sp. z o.o. (dawniej EJ 1 sp. z o.o., PGE EJ 1 sp. z o.o.) – założona w 2009 spółka celowa (jako EJ1 Sp. z o.o.), której zadaniem jest wybudowanie w Polsce pierwszej elektrowni jądrowej. Od 2021 pod nazwą Polskie Elektrownie Jądrowe jako Spółka Skarbu Państwa.

## Zarząd
Prezesami zarządu spółki PGE EJ 1 byli kolejno: w latach 2012–2014 Aleksander Grad, w latach 2014–2016 Jacek Cichosz, w latach 2016–2020 Krzysztof Sadłowski i w latach 2020–2021 Robert Ostrowski, a po zmianie w 2021 struktury własnościowej i nazwy spółki na PEJ w latach 2021–2023 prezesem PEJ był Tomasz Stępień, przez 5 miesięcy w 2023 p.o. prezesa był Łukasz Młynarkiewicz, 2023-2024 prezesem był Mateusz Berger, 2024-2025 prezesem PEJ był Leszek Juchniewicz (od 22 lutego do 30 czerwca jako p.o. prezesa), od 11 marca 2025 p.o. prezesa był Piotr Piela, a od 1 lipca 2025 prezesem PEJ jest Marek Woszczyk.

## Działalność
Początkowo, gdy właścicielami PGE EJ 1 były PGE, Enea, Tauron i KGHM, rozpoczęcie budowy pierwszego bloku zapowiadano na ok. 2020 rok, a rządowy program energetyki jądrowej przewidywał, że pierwszy blok energetyczny ruszy z końcem 2024. Program stwierdzał m.in., że ostrożnie szacowane nakłady inwestycyjne związane z przygotowaniem i realizacją budowy pierwszej elektrowni o mocy ok. 3 GW mogą kształtować się na poziomie 40–60 mld zł, przy uwzględnieniu nakładów na przygotowanie terenu i infrastrukturę pomocniczą. W połowie 2015 Zarząd PGE EJ1 złożył do GDOŚ wniosek o wydanie decyzji o środowiskowych uwarunkowaniach elektrowni jądrowej i wniosek o ustalenie zakresu raportu o oddziaływaniu budowy elektrowni na środowisko. Preferowaną lokalizację elektrowni oraz lokalizację alternatywną planowano ustalić w końcu 2017. W listopadzie 2015 PGE EJ1 zainaugurowała Program Wsparcia Rozwoju Gmin Lokalizacyjnych, mający umacniać partnerskie relacje przedsiębiorstwa ze społecznością lokalną oraz władzami gmin Choczewo, Gniewino i Krokowa poprzez wspieranie istotnych dla mieszkańców i rozwoju terenów objętych działaniami inwestycyjnymi inicjatyw. 
W czerwcu 2016 PGE EJ1 poinformowała, że wycofuje się z realizacji inwestycji w Gąskach ze względu na odrzucenie tego projektu przez mieszkańców tej miejscowości w lokalnym referendum – przeciwko budowie EJ w Gąskach opowiedziało się 94% biorących udział w referendum. W tym czasie deklarowano, że w końcowej fazie są przygotowania do wysłania zaproszeń do przyszłych uczestników przetargu na dostawę technologii dla elektrowni jądrowej. Gdy potencjalni dostawcy reaktorów jądrowych zadeklarują chęć uczestnictwa w przetargu i przedłożą wstępną dokumentację reaktorów, rozpocznie się praca inwestora dla przeanalizowania ofert i praca dozoru jądrowego – czyli Państwowej Agencji Atomistyki – dla przestudiowania charakterystyk bezpieczeństwa proponowanych rozwiązań i wydania wstępnej oceny ich zgodności z wymaganiami bezpieczeństwa ustalonymi przez wymogi polskie oraz organizacji międzynarodowych tj. Międzynarodową Agencję Energii Atomowej i Stowarzyszenie Zachodnioeuropejskich Dozorów Jądrowych. 
W 2018 krytyczną ocenę działań PGE EJ1 przedstawił raport Najwyższa Izba Kontroli, wskazujący, że „wydatki na realizację Programu polskiej energetyki jądrowej w latach 2014–2017 (III kwartał) wyniosły łącznie 776 mln zł, z czego 552,5 mln zł stanowiły wydatki poniesione przez podmioty administracji publicznej, zaś 223,5 mln zł wydatki poniesione przez PGE SA i jej spółkę zależną PGE EJ1. Natomiast w okresie prac przygotowawczych nad opracowaniem PPEJ w latach 2010–2013 PGE EJ1 poniosła wydatki w wysokości 133,2 mln zł.” a „spółka PGE EJ1 odpowiedzialna za realizację zadań związanych z przygotowaniem i budową pierwszej elektrowni jądrowej w Polsce, nie wykonała do końca września 2017 r. żadnego z działań przewidzianych w I Etapie PPEJ”.
2 października 2020 Rada Ministrów zaktualizowała Program polskiej energetyki jądrowej, a 19 października w Upper Marlboro i 22 października w Warszawie podpisano umowę między Rządem Rzeczypospolitej Polskiej a Rządem Stanów Zjednoczonych Ameryki w sprawie współpracy w celu rozwoju programu energetyki jądrowej wykorzystywanej do celów cywilnych oraz cywilnego przemysłu jądrowego w Rzeczypospolitej Polskiej. 
Z końcem marca 2021 Skarb Państwa odkupił 100% udziałów PGE EJ1 od jej dotychczasowych właścicieli (PGE, Enei, Tauronu i KGHM) i spółka zmieniła nazwę na Polskie Elektrownie Jądrowe (PEJ). Zgodnie z rozporządzeniem Rady Ministrów z 4 maja 2021 r., prawa z udziałów wobec spółki wykonuje w imieniu Skarbu Państwa pełnomocnik rządu do spraw strategicznej infrastruktury energetycznej.
W listopadzie 2022 Rada Ministrów uznała za niezbędną budowę elektrowni jądrowej o mocy elektrycznej do 3750 MWe na obszarze gmin Choczewo lub Gniewino i Krokowa w oparciu o amerykańską technologię reaktorów AP1000. W grudniu 2022 PEJ i Westinghouse Electric Company podpisały umowę określającą zasady współpracy przy przygotowaniu procesu budowy pierwszej elektrowni jądrowej w Polsce.
W sierpniu 2023 PEJ podpisały umowę o współpracy przy kształceniu kadr dla sektora jądrowego z Politechniką Warszawską, w marcu z Uniwersytetem Warszawskim, a w lutym z Akademią Górniczo-Hutniczą w Krakowie oraz z Gdańskim Uniwersytetem Medycznym, Politechniką Gdańską i Uniwersytetem Gdańskim. 
18 września 2023 wojewoda pomorski na wniosek PEJ z 22 sierpnia wydał decyzję o wskazaniu lokalizacji inwestycji w zakresie budowy pierwszej w Polsce elektrowni jądrowej o mocy do 3750 MWe na obszarze gminy Choczewo, co umożliwia PEJ przeprowadzenie szczegółowych badań koniecznych do opracowania raportu lokalizacyjnego, a dzień później Generalny Dyrektor Ochrony Środowiska wydał kluczową w procesie inwestycyjnym decyzję określającą środowiskowe uwarunkowania dla budowy i eksploatacji pierwszej w Polsce elektrowni jądrowej. 
27 września 2023 PEJ  podpisały z konsorcjum amerykańskich firm Westinghouse – Bechtel umowę na zaprojektowanie (ang. Engineering Services Contract) pierwszej elektrowni jądrowej w Polsce.  